# Desa Sukamahi (administrativ by i Indonesien, lat -6,38, long 107,18)
Desa Sukamahi är en administrativ by i Indonesien.   Den ligger i provinsen Jawa Barat, i den västra delen av landet, 40 km öster om huvudstaden Jakarta.